# Isla Wasini
La isla Wasini es una pequeña isla que se encuentra frente a la costa del océano Índico al sur de Kenia, junto a Shimoni, en el condado de Kwale. Posee unos 5 km de largo y 1 km de diámetro. La isla está escasamente poblada y desarrollada. No hay vehículos ni carreteras. Constituye un sitio de principios de la civilización suajili, esta isla de coral está ocupada por el pueblo Vumba, un grupo indígena de habla bantú que tiene una rica historia. Hablan suajili y kivumba y son alrededor de 1500. Mkwiro y Wasini son los dos pueblos presentes en la isla - cada uno en los extremos opuestos. Su historia incluye la invasión y el asentamiento de la influencia árabe de los estados del Golfo Pérsico, y desde la isla de Zanzíbar, más al sur.
Situada en el suroeste de Kenia, esta población tiene la tasa de mortalidad infantil más alta del país. Los niveles de pobreza son indicativos de un pobre desarrollo histórico y actual.
Paradójicamente, la isla está a unos 10 km del Parque Marino Nacional Kisite-Mpunguti. Este parque atrae anualmente a miles de turistas locales y extranjeros por año.